# Jagged Island (Biscoe-Inseln)
Jagged Island (von englisch jagged ‚zerklüftet, gezackt, schartig‘, in Argentinien Isla Vélez Sarsfield genannt) ist eine 3 km lange Insel im Archipel der Biscoe-Inseln vor der Graham-Küste des Grahamlands auf der Antarktischen Halbinsel. Sie liegt 1,5 km östlich der Insel Dodman Island und 13 km westlich des Ferin Head im Grandidier-Kanal.
Möglicherweise wurde die Insel erstmals im Januar 1909 bei der Fünften Französischen Antarktisexpedition (1908–1910) unter der Leitung des Polarforschers Jean-Baptiste Charcot gesichtet. Kartiert und deskriptiv benannt wurde die Insel dagegen erst von Teilnehmern der British Graham Land Expedition (1934–1937) unter der Leitung des australischen Polarforschers John Rymill.